# Ӷ (слово ћирилице)
Ӷ ӷ (Ӷ ӷ, искошено: Ӷ ӷ) је слово ћириличног писма, настало од ћириличног слова Г (Г г) додавањем доње цртице (силазнице). Зове се Г са силазницом.

## Коришћење
Г са силазницом се користи у азбукама следећих језика:
| Language               | Pronunciation                                       |
| ---------------------- | --------------------------------------------------- |
| Абхаски језик          | гласни веларни фрикатив or гласни увуларни фрикатив |
| Кетски језик           | звучни увуларни плозив or звучни увуларни фрикатив  |
| Нивхшки језик          | звучни увуларни плозив                              |
| Сибирски јупички језик | звучни увуларни плозив                              |

## Рачунарски кодови
| Знак                      | Ӷ                                          | Ӷ                                          | ӷ                                        | ӷ                                        |
| ------------------------- | ------------------------------------------ | ------------------------------------------ | ---------------------------------------- | ---------------------------------------- |
| Назив у Уникоду           | CYRILLIC CAPITAL LETTER GHE WITH DESCENDER | CYRILLIC CAPITAL LETTER GHE WITH DESCENDER | CYRILLIC SMALL LETTER GHE WITH DESCENDER | CYRILLIC SMALL LETTER GHE WITH DESCENDER |
| Врста кодирања            | децимална                                  | хексадецимална                             | децимална                                | хексадецимална                           |
| Уникод                    | 1270                                       | U+04F6                                     | 1271                                     | U+04F7                                   |
| UTF-8                     | 211 182                                    | D3 B6                                      | 211 183                                  | D3 B7                                    |
| Нумеричка референца знака | &#1270;                                    | &#x4F6;                                    | &#1271;                                  | &#x4F7;                                  |

У Unicode-у, ово слово се зове [GHE WITH DESCENDER].

## Слична слова
- Г г : Ћириличко слово Г
- Ҕ ҕ : Ћириличко слово Г са средишњим куком